# クロンデジゾイド
クロンデジゾイド（クロンデジゾイトとの表記有り。これについては後述。Chrondigizoit）とは、デジタルモンスターに登場する架空の金属（仮想金属）。非常に硬く、後述する特性も合わさってか、様々な色のクロンデジゾイドが存在する。

## 種類
クロンデジゾイトのうちで、純度の高いものは「レッドデジゾイト」と呼ばれるレアメタルに、純度の低いものは「ブルーデジゾイト」と呼ばれる特に希少なレアメタルへと変わる。前者は硬度に優れ、後者は軽いため機動性に優れ、用途によって使い分けることが可能であり、クロンデジゾイドは純度が高い方が優れているとは限らない。また、レッドデジゾイドは高純度のクロンデジゾイドを精錬したとの記述もあり、元々鉱石のクロンデジゾイトと生物と同化する際に精錬されたりされる場合も考えられ、単に純度の高い「クロンデジゾイト」はレッドデジゾイトとは限らない。なお、レッドデジゾイドとレッドデジゾイトの違いは不明である。
この他、カイザーレオモンの全身を覆う「オブジタンデジゾイド」、マグナモン（X抗体版）のクロンデジゾイド製の鎧が肉体と一体化し、極限まで硬度の高まった状態や、デュークモン（X抗体版）の装備に組み込まれているレアメタル「ゴールドデジゾイド」、クレニアムモンの鎧がデジタルワールドのホストコンピュータ、イグドラシルからコード操作され変化した「ブラックデジゾイド」などが確認されている。
なお、赤いクロンデジゾイドだからレッドデジゾイド、青いクロンデジゾイドだからブルーデジゾイド、というように外見だけで分別しているわけでは無いらしく、青色にもかかわらずブルーデジゾイド扱いされていない、金色にもかかわらずゴールドデジゾイド扱いされていない、黒色にかかわらずオブジタンデジゾイド扱いされていないなどの事例は多々存在する。逆に、赤色でないレッドデジゾイドなどが存在するかは不明（カードゲームなどではレッドデジゾイドに包まれているにもかかわらず、全体的に赤色でないカオスドラモンなども存在する）。

## クロンデジゾイトメタル
この金属から作られるクロンデジゾイトメタルと呼ばれる合金は、正式名称Chrondigizoit Hybrid Organism合金（クロンデジゾイト ハイブリッド オーガニズム合金）略して「CHO-（ちょー）合金」といい、クロンデジゾイドの硬さと生物の持つしなやかさを併せ持った超金属で、生物（=デジタルモンスター）と一体化し、生体金属と化すこともできる。このため武器や防具の材料となるほか、サイボーグ型やマシーン型デジモンの部品にも利用される。

## クロンデジゾイトとクロンデジゾイドの違い
これらの語句の2つの違いは、クロンデジゾイトは、デジタルワールドで産出される鉱物であり、クロンデジゾイドは、クロンデジゾイトと、生物の有機体（オーガニズム）を併せ持った合金という意味である。
つまり、クロンデジゾイトそのものは材料となる鉱物そのものを指し、クロンデジゾイドは合金のことを指す。
したがって、デジモンと一体化、または武器となっているものは「クロンデジゾイド」と呼ぶのが正しい言い方である。

## クロンデジゾイドに関連するデジモン
- ローダーレオモン - 発掘・建設作業用のマシーン型デジモン。クロンデジゾイト鉱山の発掘作業にも用いられる。